# Dansk Eksportforening (stiftet 1895)
 Ikke at forveksle med Danish Export Association.
Dansk Eksportforening stiftet 19. oktober 1895 havde til formål at bistå ved erhvervelsen af særlige oplysninger, som af medlemmer måtte ønskes at søge ved i udlandet bosatte danske og danske konsulers medvirkning, ligesom også eventuelt ved udsendinge herfra at indlede og knytte varige forbindelser, lejlighedsvis at foranledige udsendt til udenlandske pladser prøvesamlinger af produkter og industrielle frembringelser, som tænktes indførte på fremmede markeder. Ligeledes tilstræbte foreningen en forøgelse i transithandelen ved at lede eksporten fra Østersøhavnene og fra Sverige og Norge over København eller anden dansk eksporthavn. Bestyrelsens 21 medlemmer repræsenterede landbrug, handel og skibsfart samt industri. Foreningen havde i 1906 ca. 420 medlemmer og udgav et månedsskrift på dansk og engelsk, The Danish Export Review.